# Диода
Диода је електронска компонента која дозвољава проток електричне струје у једном смеру без отпора (или уз веома мали отпор), док у супротном смеру представља бесконачан (или бар веома велики) отпор. Зато се за диоду каже да постоји проводни и непроводни смер. Може се сматрати да за протицање струје у проводном смеру диода има отпорност колико и жица проводника (нула), а за непроводни смер се може посматрати као прекид проводника (бесконачно).
Диоде се производе, углавном, од полупроводничких материјала као што су силицијум или германијум. Међутим, још увек постоје и диоде са термојонском емисијом, некада популарне електронске цеви. Полупроводничка диода је кристални комад полупроводничког материјала са  спојем повезаног са два електрична терминала. Диода вакуумске цеви има две електроде, плочу (аноду) и загрејану катоду. Полупроводничке диоде су биле први полупроводнички електронски уређаји. Откриће кристалних исправљачких својстава је заслуга немачког физичара Фердинанда Брауна из 1874. Прве полупроводничке диоде, зване диоде мачијих бркова, су биле развијене око 1906. Оне су биле напављене од минералних кристала као што је галенит. У данашње време, већина диода је направљена од силицијума, мада се и други полупроводнички материјали, коа што су селенијум и германијум, понекад користе.

## Историја
Вакуумске и кристалне диоде су откривене скоро у исто време. Принцип рада термојонске диоде је открио Фредерик Гутри 1873. године. Принцип рада кристалне диоде је открио 1874. године немачки научник Карл Фердинанд Браун.
Међутим, принцип рада термојонске диоде је поново открио Томас Едисон 13. фебруара 1880. године, за шта је признат патент 1883. године. Браун је патентирао кристални исправљач 1899. године. Први радио-пријемник који користи кристални исправљач је направио 1900. године Пикар.
Прве диоде су електронске цеви (познате као термојонске вакуумске цеви), код којих су електроде окружене вакуумом у стакленом балону, слично сијалицама са ужареним влакном. Проналазач овакве конструкције диоде је Џон Амброз Флеминг, научни саветник у компанији Маркони, који је 1904. године на основу радова Томаса Едисона успешно демонстрирао ову чудну справу, а патентирао је новембра 1905. године.
Израз је смислио Виљем Хенри Еклс 1919. године грчко-латинском комбинацијом речи di-два, ode-пута.

## Технологија диода
Као и сијалице са ужареним влакном, тако и вакуумске цеви имају нит која се ужари када кроз њу тече електрична струја. Нит ужарена у вакууму емитује електроне а потом електрични напон, разлика потенцијала, између електрода, покреће електроне од ужарене електроде ка другој, хладној. Тако ток (негативног) електрона од ужарене нити кроз вакуум до друге (позитивне, хладне) електроде представља проток електричне струје. Усијана електрода, извор електрона, се назива катода, а хладна се зове анода. Неупоредиво мање електрона може ићи у супротном смеру, чак и ако је анода на негативнијем потенцијалу у односу на катоду, јер не постоји термојонска емисија електрона која се изазива усијавањем.
Напомена: ток електрона се одвија од катоде ка аноди, али пошто је електрон носилац негативног наелектрисања, струја се означава тако да тече од аноде ка катоди. То је проводни смер диоде.
Мада се вакуумске цеви, диоде, користе још у пар специјализованих примена, већина савремених диода је заснована на полупроводничким p-n спојевима. Код полупроводничких диода струја тече од p-стране (анода) ка n-страни (катода), али не и у супротном смеру, као и код вакуумске цеви. У случају обрнуте поларизације диоде долази до уклањања носилаца наелектрисања из области споја и стварања области просторног товара. Начин настанка и објашњење рада овог чудно названог откровења је повезан са квантним ефектом преласка електрона преко потенцијалне баријере али, на сву срећу, постоје и једноставнија објашњења.

## Физичко објашњење полупроводничког понашања диоде
Крива зависности струје од напона, понекад названа U-I дијаграм, описује понашање области просторног товара у полупроводничкој диоди. Ова област постоји на p-n споју између различито допираних полупроводника. Када се првобитно креира p-n спој, слободни електрони из N-допиране области се дифузно крећу ка P-допираној области која обилује шупљинама (то су места где електрон недостаје у спољашњој орбити атома). Када слободни електрони попуне шупљине, нестају шупљине али нема више покретних електрона. Тако су се неутралисала два носиоца наелектрисања. Област око p-n споја остаје без слободних носилаца наелектрисања и понаша се као изолатор. Међутим, област просторног товара се не шири бесконачно. За сваки електрон који попуни једну шупљину у P-делу остаје у N-делу један позитивно наелектрисан донорски јон. како овај процес напредује и све је више позитивних јона у N-делу, расте јачина електричног поља кроз област просторног товара која успорава и на крају потпуно зауставља даљи ток електрона.
У овом тренутку постоји сопствени електрични потенцијал у области просторног товара. Ако се доведе спољашњи напон на контакте диоде са истим поларитетом као и сопствено електрично поље, област просторног товара се и даље понаша као изолатор спречавајући проток струје. Ако је, пак, споља доведени напон супротан сопственом електричном пољу слободни носиоци наелектрисања, електрони, настављају да се крећу и рекомбинују са шупљинама, што резултује током струје кроз p-n спој. За силицијумске диоде уграђени напон износи oko 0.6 V. Значи, ако струја протекне кроз диоду, око 0.6 V напона се појави између P-дела и N-дела а за диоду се каже да је провела.
I-V карактеристика диоде се може апроксимирати у две одвојене области деловања. Испод извесне вредности разлике потенцијала између извода диоде, област просторног товара има значајну ширину а диода се може сматрати отвореним водом односно прекидом електричног кола. Како се разлика потенцијала повећава, долази до стања када диода постаје проводна и наелектрисање протиче што се може сматрати кратким спојем (реално постоји известан мали отпор). Прецизно нацртано, функција преноса је логаритамска, али са веома оштрим завојем криве тако да подсећа на прелом.
Шоклијева једначина идеалне диоде (названа по Виљему Бредфорду Шоклију) може се употребити за апроксимацију I-V карактеристике p-n диоде.
{\displaystyle I=I_{\mathrm {S} }\left({e^{qV_{\mathrm {D} } \over nkT}-1}\right)\,},
где је I струја диоде, а IS се зове струја засићења, q је наелектрисање електрона,
k је Болцманова константа, T је апсолутна температура p-n споја и VD је напон на диоди. Израз kT/q је термални напон, понекад краће записано као VT, и приближно износи 26 mV на собној температури. n (понекад изостављено) је коефицијент емисије, који варира између 1 и 2 зависно од процеса производње и полупроводног материјала.
Могуће је употребити краћи израз. Стављајући
{\displaystyle {\frac {kT}{q}}=V_{\gamma }}
и {\displaystyle n=1} једначина за струју диоде постаје:
{\displaystyle I=I_{\mathrm {S} }\left({e^{V_{\mathrm {D} } \over V_{\gamma }}-1}\right)\,}
где је {\displaystyle V_{\gamma }=25mV} (на собној температури) константа.
Код обичних силицијумских диода, при уобичајеним струјама пад напона у проводној диоди износи приближно 0.6 до 0.7 V. Вредност је различита за разне типове диода: код Шотки диода је тај напон око 0.2 V, а код светлећих (ЛЕД) диода може бити 1.4 V или више, зависно од типа полупроводничког материјала од ког је израђена и струје која кроз њу протиче.

## Полупроводничке диоде
|       |  |                |  |             |  |             |
| Диода |  | Светлећа диода |  | Зенер диода |  | Шотки диода |

Највећи број данашњих диода су полупроводничке диоде базиране на ПН спојевима. У ПН споју електрична струја може да тече од П-електроде (аноде) ка Н-електроди (катоди) али не и у супротном смеру. Смер струје и електрона је супротан, тј. електрони иду од катоде ка аноди (тако је усвојено много пре неко што је настала диода).
Постоји неколико врста диода са полупроводничким спојем:
Обичне (p-n) диодераде на начин како је претходно описано. Производе се од монокристалног силицијума (ређе германијума) уз мале примесе 3-валентних и 5-валентних елемената. Пре савремених силицијумских диода за исправљање напона су се користиле диоде са бакароксидом или селенијумом. Међутим мала ефикасност је била разлог великог пада напона по диоди од 1.4-1.7V, што је у случају потребе исправљања високих струја и употребе вишеструко на ред везаних диода стварао велики пад напона, због чега је било потребно имати велике хладњаке, значајно веће него што је то данас случај код силицијумских диода истих струјних карактеристика.
Диоде обогаћене златомЗлато изазива потискивање споредних носилаца наелектрисања. Ово умањује ефективну капацитивност диоде, омогућивши да диода ради на већим фреквенцијама. Типичан пример је 1N914. Германијумске и Шотки диоде су истог реда брзине као ове диоде, а такође и биполарни транзистори који су везани као диода. Исправљачке диоде се праве са намером да раде на највише 2.5 x 400 Hz што је 1 kHz и није им потребан оволики опсег.
Зенерове диодеОве диоде се некад називају и пробојне диоде. Посебна особина ових диода је да могу провести у супротном смеру. Овај ефекат, назван Зенеров пробој, на прецизно одређеној вредности инверзног напона што је особина значајна за конструкцију референтног напонског извора или у колима за стабилизацију и ограничење напона. Принцип рада се заснива на појави тунеловања електрона кроз танку потенцијалну баријеру споја. Услед овога је пробојни напон код ових диода релативно мали, од 2 до 6 V. Пробојне диоде могу бити силицијумске и германијумске, али су силицијумске боље због оштријег колена карактеристике при прелазу у област пробоја. Ове диоде имају негативан температурни коефицијент пробојног напона.
Диоде са лавинским ефектомдиоде које проведу у инверзном смеру када напон поларизације изазове лавинско умножавање слободних носилаца електрицитета услед достизања великих брзина при кретању кроз јако електрично поље прелазне области. Овај принцип је присутан код високих вредности непропусне поларизације, преко 6.2 V до 1500 V. Ове диоде имају позитиван температурни коефицијент пробојног напона, што се ублажава редним додавањем обичне диоде поларисане у пропусном смеру и има негативни температурни коефицијент.
Диода за потискивање пролаза напонасу диоде са лавинским пробојем направљене посебно ради заштите других полупроводничких уређаја од електростатичког пражњења. Попречни пресек прелазне области њиховог p-n споја је много шири него код обичне диоде, што омогућује да проведу велике струје ка уземљењу без оштећења.
Светлећа диода (LED)светли односно емитује фотоне када електрони пролазе кроз спој, тј када се стави под напон. Већина диода емитује зрачење, али оно не напушта полупроводник и налази се у фреквентном опсегу инфрацрвеног зрачења. Међутим, избором одговарајућег материјала и геометрије светлост постаје видљива. Избор полупроводничког материјала диода одређује боју светлости. Различити материјали или неуобичајени полупроводници се користе у ту сврху, и имају различит напон потенцијалне баријере. Црвеној боји одговара напон од 1.2 V, а напон од 2.4 одговара љубичастој. Данас постоје диоде и за ултраљубичасту светлост. Прве светлеће диоде су биле црвене и жуте, а друге су настале касније. Све светлеће диоде су једнобојне; беле диоде су у ствари комбинација три диоде различитих боја или плава обложена жутом. Што је нижа фреквенција диоде већа је ефикасност па је за ефекат једнаке јачине светла разних диода потребно повећавати јачину струје код диода виших фреквенција. Ово се још више компликује чињеницом да је људско око најосетљивије на светлост која је негде између плаве и зелене.
Фотодиодаје диода са широким провидним спојем. Фото диода реагује на појаву светлости генеришући електричну струју. Фотони избијају електроне из орбита у области споја што је узрок појаве електричне струје. Фото диоде се могу користити као соларне или фотонапонске ћелије и у фотометрији. Ако фотон нема довољно енергије неће побудити електрон и само ће проћи кроз спој. Чак се и светлећа диода може употребити ка фото диода ниске ефикасности у неким применама. Некада се светлећа диода и фото диода пакују у исто кућиште. Овај уређај се тада зове „опто изолатор“, „опто декаплер“ или „опто раздвајач“. За разлику од трансформатора он дозвољава галванско раздвајање једносмерног напона. Ово је изузетно корисно, рецимо код заштите пацијената који су прикључени на медицинске уређаје или када се осетљива нискострујна кола раздвајају од проблематичних напојних склопова или јаких електромотора. Соларне ћелије су такође једна врста фото диоде.
Ласерске диодесу врста светлеће диоде код којих се полирањем паралелних страница материјала диоде формира резонантна шупљина што се манифестује као појачавач усмерене светлости - ласер. Ласерске диоде се користе код оптичких уређаја (CD и DVD читачи/писачи) и као комуникације изузетно великих капацитета (оптичка влакна и оптичке комуникације).
Варикап диоде имају изражену особину да се капацитивност ПН споја мења у зависности од напона на диоди. Користе као напонски контролисани кондензатори код осцилатора.